# Oddvar Nygaard
Oddvar Nygaard (née le 23 juillet 1919 et décédé le 21 avril 1985) est un accordéoniste et compositeur norvégien.

## Biographie
Né à Hundorp, dans la municipalité de Sør-Fron,, il enregistre son premier disque en 1942 et compte parmi ses professeurs l'accordéoniste Ottar E. Akre. Avec le violoniste Ola Opheim, il est l'un des plus importants musiciens folkloriques norvégiens des décennies qui suivent la Seconde Guerre mondiale,. Avec son ensemble, le quatuor Oddvar Nygaards Kvartett, il enregistre 24 albums entre 1964 et 1985,. Outre Nygaard lui-même à l'accordéon, le quatuor se compose d'Ola Opheim au violon, de Finn Westbye à la guitare et de Håkon Nilsen à la basse.
Le quatuor remporte le Spellemannprisen 1973 dans la catégorie « musique folklorique et danse à l'ancienne », qui est décerné pour la première fois cette année-là. En 1976, Nygaard et Opheim remportent le prix Vågå (Vågåfatet).
Nygaard compte plusieurs centaines d'enregistrements et se produit à de nombreuses reprises à la radio et à la télévision. Il collabore avec des musiciens tels qu'Oscar Skau, Svein Nyhus, Rolf Syversen et Børt Erik Thoresen, ainsi qu'avec le champion de ski Ole Ellefsæter. Il compose environ 170 de ses propres œuvres. En 1995, le label EMI publie l'album Spelemannsliv, qui contient des extraits de la carrière de Nygaard. 